# ساندرو مانويل
ساندرو مانويل (بالبرتغالية: Sandro Manoel dos Santos‏) لاعب كرة قدم برازيلي مولود في 23 يوليو 1988 لعب سابقاً في السعودية في نادي التعاون ونادي الفتح والنادي العربي والنادي الأهلي القطري .

## روابط خارجية
- ساندرو مانويل على موقع قاعدة بيانات كرة القدم.إي يو (الإنجليزية)
- ساندرو مانويل على موقع Soccerway.com (الإنجليزية)